# Administration aux États-Unis

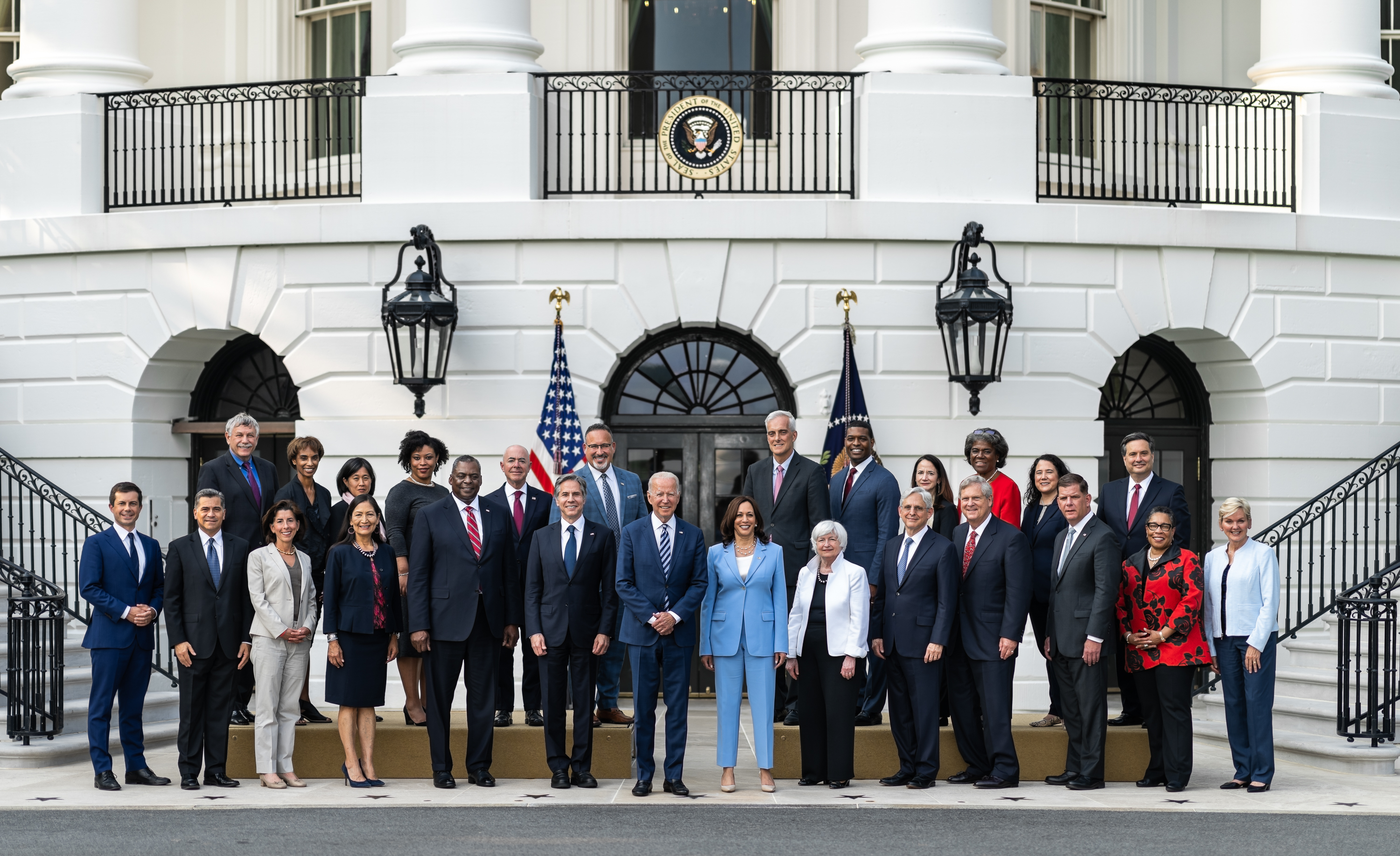
Photographie des membres de l'administration de Joe Biden à la Maison-Blanche.

L'administration aux États-Unis (en anglais : The Administration) est le pouvoir fédéral des États-Unis. Il s'agit de la désignation courante du pouvoir exécutif de la Maison-Blanche dans les médias.
Celle-ci est composée du président et du vice-président ainsi que du cabinet qui est divisé en départements (en anglais : departments) à la tête desquels sont placés des secrétaires (secretaries), nommés par le président et responsables devant lui uniquement. Ils en sont donc les bras administratifs. Il n'existe donc pas de collégialité de ces responsables – ainsi il n'est pas question de gouvernement – même s'ils sont membres du traditionnel cabinet. Ces secrétaires font également partie, depuis 1792, de la ligne de succession présidentielle, après le président de la Chambre des représentants et le président pro tempore du Sénat, dans le cas d'une vacance à la fois de la présidence et de la vice-présidence, à la condition toutefois qu'ils répondent aux critères énumérés par l'article II de la Constitution des États-Unis fixant les conditions d'éligibilité du président.
La Constitution des États-Unis se réfère à ces dirigeants quand elle autorise le président dans l'article 2, section 2 à « exiger l'opinion, par écrit, du principal fonctionnaire de chacun des départements exécutifs sur tout sujet relatif aux devoirs de sa charge ». Son fonctionnement utilise, en 2011, un budget fédéral de 3 598 milliards de dollars.

## Départements
Les départements sont parmi les plus anciennes unités de la branche exécutive du gouvernement fédéral – le département d'État, le département de la Guerre et le département du Trésor ayant été créés dès 1789. Le dernier créé, le département de la Sécurité intérieure, l'a été en novembre 2002, en réponse aux attentats du 11 septembre 2001.
Il existe quinze départements :
- Département d'État (U.S. Department of State), chargé de la politique étrangère, dirigé par le secrétaire d'État ;
- Département du Trésor (U.S. Department of the Treasury), dirigé par le secrétaire au Trésor  ;
- Département de la Défense (U.S. Department of Defense), dirigé par le secrétaire à la Défense ;
- Département de la Justice (U.S. Department of Justice), dirigé par le procureur général des États-Unis ;
- Département de l'Intérieur (U.S. Department of the Interior), dirigé par le secrétaire à l'Intérieur ;
- Département de l'Agriculture (U.S. Department of Agriculture), dirigé par le secrétaire à l'Agriculture ;
- Département du Commerce (U.S. Department of Commerce), dirigé par le secrétaire au Commerce ;
- Département du Travail (U.S. Department of Labor), dirigé par le secrétaire au Travail ;
- Département du Logement et du Développement urbain (U.S. Department of Housing and Urban Development), dirigé par le secrétaire au Logement et au Développement urbain ;
- Département des Transports (U.S. Department of Transportation), dirigé par le secrétaire aux Transports ;
- Département de l'Énergie (U.S. Department of Energy), dirigé par le secrétaire à l'Énergie ;
- Département de la Santé et des Services sociaux (U.S. Department of Health and Human Services), dirigé par le secrétaire à la Santé et aux services sociaux ;
- Département de l'Éducation (U.S. Department of Education), dirigé par le secrétaire à l'Éducation ;
- Département des Anciens combattants (U.S. Department of Veterans Affairs), dirigé par le secrétaire aux Anciens combattants  ;
- Département de la Sécurité intérieure (U.S. Department of Homeland Security), dirigé par le secrétaire à la Sécurité intérieure.

Parmi les administrations gouvernementales comptent également les agences gouvernementales indépendantes.

## Traduction
Le mot anglais administration est un faux-ami, qui devrait être traduit en français par « gouvernement », et non pas par « administration ». En effet, « administration » désigne en français l'ensemble des services publics permettant de faire fonctionner l'État, alors que le terme anglais désigne l'appareil exécutif. Cependant, cette subtilité est ignorée par les médias en général, qui font une traduction directe et donc confuse.